# Rotangy
Rotangy és un municipi francès, situat al departament de l'Oise i a la regió dels Alts de França. L'any 2007 tenia 196 habitants.

## Demografia

### Població
El 2007 la població de fet de Rotangy era de 196 persones. Hi havia 72 famílies de les quals 12 eren unipersonals (4 homes vivint sols i 8 dones vivint soles), 24 parelles sense fills, 32 parelles amb fills i 4 famílies monoparentals amb fills.
La població ha evolucionat segons el següent gràfic:
Habitants censats

### Habitatges
El 2007 hi havia 85 habitatges, 71 eren l'habitatge principal de la família, 7 eren segones residències i 6 estaven desocupats. Tots els 85 habitatges eren cases. Dels 71 habitatges principals, 64 estaven ocupats pels seus propietaris, 6 estaven llogats i ocupats pels llogaters i 2 estaven cedits a títol gratuït; 2 tenien dues cambres, 7 en tenien tres, 13 en tenien quatre i 50 en tenien cinc o més. 61 habitatges disposaven pel capbaix d'una plaça de pàrquing. A 32 habitatges hi havia un automòbil i a 34 n'hi havia dos o més.

### Piràmide de població
La piràmide de població per edats i sexe el 2009 era:
| Homes | Edats   | Dones |
| ----- | ------- | ----- |
| 0     | 95 o +  | 0     |
| 0     | 90 a 94 | 0     |
| 0     | 85 a 89 | 0     |
| 0     | 80 a 84 | 0     |
| 0     | 75 a 79 | 0     |
| 8     | 70 a 74 | 8     |
| 8     | 65 a 69 | 4     |
| 4     | 60 a 64 | 8     |
| 4     | 55 a 59 | 8     |
| 8     | 50 a 54 | 12    |
| 4     | 45 a 49 | 0     |
| 4     | 40 a 44 | 0     |
| 8     | 35 a 39 | 8     |
| 16    | 30 a 34 | 12    |
| 4     | 25 a 29 | 4     |
| 0     | 20 a 24 | 4     |
| 4     | 15 a 19 | 0     |
| 8     | 10 a 14 | 16    |
| 16    | 5 a 9   | 8     |
| 0     | 0 a 4   | 0     |

## Economia
El 2007 la població en edat de treballar era de 121 persones, 92 eren actives i 29 eren inactives. De les 92 persones actives 85 estaven ocupades (46 homes i 39 dones) i 7 estaven aturades (3 homes i 4 dones). De les 29 persones inactives 10 estaven jubilades, 10 estaven estudiant i 9 estaven classificades com a «altres inactius».

### Ingressos
El 2009 a Rotangy hi havia 74 unitats fiscals que integraven 200 persones, la mediana anual d'ingressos fiscals per persona era de 17.895 €.

### Activitats econòmiques
Dels 3 establiments que hi havia el 2007, 1 era d'una empresa de construcció, 1 d'una empresa de comerç i reparació d'automòbils i 1 d'una empresa de serveis.
L'únic servei als particulars que hi havia el 2009 era una fusteria.
L'any 2000 a Rotangy hi havia 7 explotacions agrícoles que ocupaven un total de 472 hectàrees.

## Poblacions més properes
El següent diagrama mostra les poblacions més properes.